# Образцы для радиоуглеродного датирования
Образцы, используемые для радиоуглеродного датирования, требуют тщательного отбора, подготовки и осторожного обращения. Не все материалы подходят для датировки. Тестированию подлежат только образцы, содержащие органические вещества: найденная дата будет датой смерти растений или животных, из останков которых получен образец.
Образцы для датирования необходимо преобразовать в форму, пригодную для измерения содержания изотопа 14C; это может потребовать преобразования в газообразную, жидкую или твердую форму, в зависимости от используемого метода исследования. Однако прежде чем делать измерения, образец необходимо обработать для удаления любых загрязнений и нежелательных примесей.

## Предварительная обработка
Двумя распространенными загрязнителями являются гуминовая кислота, которую можно удалить промывкой щелочью, и карбонаты, которые можно удалить кислотой. Такая обработка может повредить структурную целостность образца и удалить значительные объемы материала, поэтому выбор точного метода обработки будет зависеть от размера образца и количества углерода, необходимого для выбранного метода измерения.

### Дерево и уголь
Древесина содержит целлюлозу, лигнин и другие соединения; из них целлюлоза с наименьшей вероятностью обменивает углерод с окружающей средой образца, поэтому перед тестированием обычно образец древесины уменьшают только до целлюлозного компонента. Древесный уголь с меньшей вероятностью, чем древесина, обменивает углерод с окружающей средой, но образец древесного угля, может содержать гуминовую кислоту и/или карбонаты, которые необходимо удалить щелочными и кислотными промывками.

### Кость
Необожженная кость когда-то считалась плохим материалом для радиоуглеродного датирования, но теперь ее принято использовать, поскольку и состав костей входят белки, содержащие углерод. Структурная прочность кости обусловлена гидроксиапатитом кальция, который легко загрязняется карбонатами из грунтовых вод. Удаление карбонатов также разрушает гидроксиапатит кальция, поэтому обычно для датирования костей используют оставшуюся белковую фракцию после вымывания гидроксиапатита кальция и примесей карбонатов. Этот белковый компонент называется коллагеном. Коллаген иногда разрушается, и в этом случае может возникнуть необходимость разделить белки на отдельные аминокислоты и измерить их соответствующие соотношения и 14C  активность. Определить, произошла ли деградация образца, можно путем сравнения относительного объема каждой аминокислоты с известным профилем для кости.  Разделение аминокислот может оказаться необходимым, чтобы обеспечить независимое тестирование каждой из них — совпадение результатов для нескольких разных аминокислот указывает на то, что датировка надежна. Гидроксипролин, одна из составляющих аминокислот костей, когда-то считался надежным индикатором, поскольку было известно, что он встречается только в костях, но с тех пор он был обнаружен в грунтовых водах.
Для обожженной кости проверяемость зависит от условий, при которых кость была обожжена. Белки в обожженной кости обычно разрушаются, а это означает, что после обработки кислотой от кости не останется ничего, что можно было бы использовать. Деградация белковой фракции может также происходить в жарких и засушливых условиях без фактического сжигания; затем разложившиеся компоненты могут быть вымыты грунтовыми водами. Однако если кость была нагрета в восстановительных условиях, она (и связанное с ней органическое вещество) могла подвергнуться карбонизации. В этом случае образец можно использовать.

### Раковины
Раковины как морских, так и наземных организмов почти полностью состоят из карбоната кальция либо в виде арагонита, либо в виде кальцита, либо в виде их смеси. Карбонат кальция очень подвержен растворению и перекристаллизации; перекристаллизованный материал будет содержать углерод из окружающей среды образца, который может иметь геологическое происхождение. Рекристаллизованный карбонат кальция обычно имеет форму кальцита и часто имеет порошкообразный вид;  раковины, сохранившие блеск являются предпочтительными, и в случае сомнений исследование с помощью светового или электронного микроскопа или с помощью дифракции рентгеновских лучей и инфракрасной спектроскопии может определить, произошла ли рекристаллизация.
В тех случаях, когда невозможно найти образцы, свободные от рекристаллизации, можно использовать кислотные промывки  с последующим датированием части образца после каждой промывки; даты, полученные по каждому образцу, будут различаться в зависимости от степени загрязнения, но при удалении загрязненных слоев последовательные измерения будут согласовываться друг с другом. Также можно проверить конхиолин, органический белок, содержащийся в скорлупе, но он составляет лишь 1-2% материала последней.

### Другие материалы
- Торф . Тремя основными компонентами торфа являются гуминовая кислота, гумины и фульвокислота. Из них гумины дают наиболее надежные данные, поскольку они нерастворимы в щелочах и с меньшей вероятностью содержат загрязняющие вещества из окружающей среды[3]. Особую трудность при работе с высушенным торфом представляет собой удаление корешков растений, которые трудно отличить от материала пробы[4]
- Почва и отложения . Почва содержит органический материал, но из-за загрязнения гуминовыми кислотами более позднего происхождения очень трудно получить удовлетворительные радиоуглеродные даты. Предпочтительно просеять почву на наличие фрагментов органического происхождения и датировать фрагменты методами, устойчивыми к небольшим размерам проб[3].
- Другие типы образцов, которые были успешно датированы, включают слоновую кость, бумагу, ткани, отдельные семена и зерна, солому из глиняных кирпичей и обугленные остатки пищи, найденные в керамике[3].

### Изотопное обогащение
Для старых образцов может быть полезно увеличение количества 14C в образце перед тестированием. Это можно сделать с помощью термодиффузионной колонки. Этот процесс занимает около месяца и требует выборки примерно в десять раз большего размера, чем потребовалось бы в противном случае, но он позволяет повысить точнстьо измерений соотношения 14C / 12C в образце, что увеличивает максимальный возраст, о котором можно достоверно судить.

## Подготовка
После удаления загрязнений образцы должны быть преобразованы в форму, подходящую для используемой измерительной технологии. Распространенным подходом является  газификация образца с последующим применением газоанализа:  широко используется CO2, но возможно использование и других газов, включая метан, этан, этилен и ацетилен. В  в жидких образцах, используемых в жидкостных сцинтилляционных счетчиках, углерод в образце преобразуется в бензол, хотя в первые десятилетия развития этого метода были опробованы и другие жидкости. Первые измерения Либби были сделаны с ламповой сажей, но этот метод больше не используется. Твердые образцы можно использовать для масс-спектрометрии на ускорителе; обычно это графит, хотя CO2 и карбид железа также могут быть использованы.
Процесс создания бензола для жидкостных сцинтилляционных счетчиков начинается с сжигания, при котором углерод в образце превращается в CO2. Затем он превращается в карбид лития, затем в ацетилен и, наконец, в бензол. Образцы для масс-спектрометрии создаются из CO2, катализируя восстановление газа в присутствии водорода. В результате на порошкообразном катализаторе образуется покрытие из нитевидного углерода (обычно называемого графитом) из кобальта или железа.

## Размеры выборки
Объем пробы для анализа зависит от матерала, а также от того, какая из двух технологий тестирования используется: детекторы, регистрирующие радиоактивность, известные как бета-счетчики, или ускорительные масс-спектрометры (AMS). Далее следует примерное руководство; Вес, указанный в граммах, относится к сухим образцам и предполагает, что был проведен визуальный осмотр для удаления примесей.
| Образец материала                      | Масса (г)          | Масса (г)   |
| Образец материала                      | Для бета-счетчиков | Для АМС     |
| -------------------------------------- | ------------------ | ----------- |
| Цельное дерево                         | 10 — 25            | 0,05 — 0,1  |
| Древесина (для тестирования целлюлозы) | 50 — 100           | 0,2 — 0,5   |
| Древесный уголь                        | 10 — 20            | 0,01 — 0,1  |
| Торф                                   | 50 — 100           | 0,1 — 0,2   |
| Текстиль                               | 20 — 50            | 0,02 — 0,05 |
| Кость                                  | 100 — 400          | 0,5 — 1,0   |
| Оболочка                               | 50 — 100           | 0,05 — 0,1  |
| Отложения/почвы                        | 100 — 500          | 5,0 — 25,0  |